# Берестянський заказник
Берестя́нський зака́зник — загальнозоологічний заказник в Україні. Розташований у межах Луцького району Волинської області, на південний схід від села Берестяне. 
Площа 35,6 га. Статус надано згідно з рішенням облвиконкому № 226 від 31.10.1991 року. Перебуває у віданні ДП «Цуманське ЛГ» (Берестянське л-во, кв. 62, вид. 1-8). 
Статус надано для збереження частини заболоченого чорновільхового лісового масиву Цуманської пущі з цінними природними комплексами на лівобережжі річки Кормин. Є місцем розмноження бобрів річкових, також трапляється видра річкова. 
«Берестянський заказник» входить до складу національного природного парку «Цуманська Пуща».